# نوزومي هيروياما
نوزومي هيروياما (باليابانية: 廣山 望) مواليد 6 مايو 1977 في سوديغوارا، تشيبا، اليابان، هو لاعب كرة قدم ياباني سابق كان يلعب كلاعب وسط. لعب خلال مسيرته 370 مباراة سجل خلالها 29 هدفاً.

## المسيرة الاحترافية

### أندية لعب لها
- جيف يونايتد إتشيهارا تشيبا
- سيرو بورتينو
- نادي سبورت ريسيفه
- سبورتينغ براغا
- نادي مونبلييه
- طوكيو فيردي

## روابط خارجية
- نوزومي هيروياما على موقع الاتحاد الدولي (مؤرشف)  (الإنجليزية)
- نوزومي هيروياما على موقع رابطة كرة القدم اليابانية للمحترفين (اليابانية)
- نوزومي هيروياما على موقع قاعدة بيانات كرة القدم.إي يو (الإنجليزية)
- نوزومي هيروياما على موقع ناشيونال فوتبول تيمز (الإنجليزية)
- نوزومي هيروياما على موقع Soccerway.com (الإنجليزية)
- نوزومي هيروياما على موقع عالم كرة القدم.نت (الإنجليزية)